# 縣道124號
縣道124號（保安林－仙山口），本線為苗栗知名風景線之一，橫貫苗栗縣北部鄉鎮，亦是南庄鄉南北交通最重要公路，西起苗栗縣竹南鎮海口，東至苗栗縣獅潭鄉獅潭市區，全長共計51.174公里（公路總局資料），有三條支線。

## 支線

### 甲線
縣道124甲線（頭份－斗煥坪），西起苗栗縣頭份市市區，東至苗栗縣頭份市佛仔底，為頭份交流道聯絡道，全長僅1.626公里。全線原禁行機車，於2020年11月至2021年3月試辦開放通行。
原縣道124甲線為今縣道124號經南庄至八卦力、仙山到獅潭的路段，八卦力至仙山為後來新開闢路段，全線通車後數年遂併入主線。

### 乙線
縣道124乙線（下員林－桂竹林），西起苗栗縣南庄鄉下員林，東至苗栗縣南庄鄉桂竹林，為縣道124號主線之三灣至南庄段替代道路，全長7.896公里。

### 丙線
縣道124丙線（蘆竹湳－水頭屋大橋），為苗栗北橫公路。於2021年2月17日納編，西起苗栗縣頭份市蘆竹湳之台1己線終點（即台1線、台13線共線之交叉口），東至苗栗縣三灣鄉水頭屋大橋之台3線、縣道124號，全長共計10.860公里。本路線由苗栗縣政府自1998年起規劃啟動興建，從台1己線連接國道3號，並與國道1號、台1線及台3線交會，為串通竹南、頭份到三灣、南庄的橫向交通。路線共分為四期推動，分別為永貞路至頭份大橋、頭份大橋至雞心壩、雞心壩至斗煥坪、斗煥坪至三灣。目前本路線最高速率為60公里/每小時，設有雙向2快車道+1慢車道。

#### 歷史
- 1997年，臺灣省政府交通處核定補助新台幣1000萬元辦理「苗栗北橫快速道路第一期工程規劃報告」。[6]
- 1998年，苗栗縣政府完成「苗栗縣北橫公路」綜合規劃。[6]
- 2010年12月，雞心壩－斗煥坪段完工通車。[6]
- 2017年1月，永貞路一段－頭份大橋段完工通車。[7]
- 2018年2月，頭份大橋－雞心壩段完工通車。[8]
- 2020年12月30日，斗煥坪－三灣段完工通車，苗栗縣北橫公路全線通車。[9]
- 2021年2月17日，中華民國交通部公告將苗栗縣北橫公路納編為縣道124丙線。[4]

## 行經行政區域
主線
全線均位於苗栗縣境內。
| 竹南鎮                 | 海口              | 0.000  | 苗3-1線                       | 公路起點                     |
| 竹南鎮                 | 縣道124號平交路口 | －     | 台61線                        |                              |
| 竹南鎮                 | 海口              | －     | （地區道路）                  |                              |
| 竹南鎮                 | 海口              | －     |                               |                              |
| 竹南鎮                 | 海口              | －     | 苗3線                         |                              |
| 竹南鎮                 | 鹽館前            | －     | 台13甲線                      | 與台13甲線共線起點           |
| 竹南鎮                 | 鹽館前            | －     | 台13甲線                      | 與台13甲線共線終點           |
| 竹南鎮                 | 竹南市區          | －     | （地區道路）                  |                              |
| － 地下道 穿越台鐵海線 |                   |        |                               |                              |
| 頭份市                 | 田寮              | －     | （地區道路）                  |                              |
| 竹南鎮                 | 竹南市區          | －     | （地區道路）                  |                              |
| 頭份市                 | 田寮              | －     | 台13線                        |                              |
| 頭份市                 | －                |        |                               |                              |
| 頭份市                 | 頭份市區          | －     | 台1線                         |                              |
| 頭份市                 | 土牛              | －     | 苗7線                         | 苗7線終點                    |
| 頭份市                 | －                |        |                               |                              |
| 頭份市                 | 三角              | －     | （地區道路）                  |                              |
| 頭份市                 | 三角              | －     | 縣道124甲線                   | 縣道124甲線終點              |
| 頭份市                 | 佛仔底            | －     | 縣道124甲線                   | （同上）                     |
| 頭份市                 | 三角              | －     | （地區道路）                  |                              |
| 頭份市                 | 三角              | －     | （地區道路）                  | 0                            |
| 頭份市                 | 佛仔底            | －     | （地區道路）                  |                              |
| 頭份市                 | 斗煥坪            | －     | （地區道路）                  |                              |
| 頭份市                 | 四份              | －     | 苗17線                        | 苗17線起點                   |
| 頭份市                 | 珊珠湖            | －     | （地區道路）                  |                              |
| 頭份市                 | －                |        |                               |                              |
| 頭份市                 | 九芎林角          | －     | 台3線                         | 與台3線共線起點              |
| 三灣鄉                 | 小銅鑼圈          | －     | 台3線 · 苗18線                | 苗18線起點                   |
| 三灣鄉                 | －                |        |                               |                              |
| 三灣鄉                 | 三灣市區          | －     | 台3線 · 縣道124丙線／苗17-1線 | 縣道124丙線終點 苗17-1線終點 |
| 三灣鄉                 | 三灣市區          | －     | 台3線 · 苗19線                | 苗19線起點 與台3線共線終點   |
| 三灣鄉                 | 三灣市區          | －     | 苗17-2線                      | 苗17-2線終點                 |
| 三灣鄉                 | 三灣市區          | －     | 苗5-1線                       | 苗5-1線終點                  |
| 三灣鄉                 | 三灣市區          | －     | 台3線                         | 與台3線共線起點              |
| 三灣鄉                 | 三灣市區          | －     | 台3線                         | 與台3線共線終點              |
| 三灣鄉                 | 瓦窯岡            | －     | （地區道路）                  |                              |
| 南庄鄉                 | 北灣              | －     | 苗19線                        | 苗19線終點                   |
| 南庄鄉                 | 龍門口            | －     | 苗20線                        | 與苗20線共線起點             |
| 南庄鄉                 | 龍門口            | －     |                               |                              |
| 南庄鄉                 | 龍門口            | －     | 苗20線                        | 與苗20線共線終點             |
| 南庄鄉                 | － 隧道           |        |                               |                              |
| 南庄鄉                 | 田尾              | －     | （地區道路）                  |                              |
| 南庄鄉                 | 田尾              | －     |                               |                              |
| 南庄鄉                 | 田尾              | －     | （地區道路）                  |                              |
| 南庄鄉                 | 田尾              | －     |                               |                              |
| 南庄鄉                 | 田尾              | －     | （地區道路）                  |                              |
| 南庄鄉                 | －                |        |                               |                              |
| 南庄鄉                 | 桂竹林            | －     | 縣道124乙線                   | 縣道124乙線終點              |
| 南庄鄉                 | 南庄市區          | －     | （地區道路）                  |                              |
| 南庄鄉                 | －                |        |                               |                              |
| 南庄鄉                 | 西村              | －     | （地區道路）                  |                              |
| 南庄鄉                 | －                |        |                               |                              |
| 南庄鄉                 | 里金館            | －     | （地區道路）                  |                              |
| 南庄鄉                 | －                |        |                               |                              |
| 南庄鄉                 | 石坑              | －     | （地區道路）                  |                              |
| 南庄鄉                 | －                |        |                               |                              |
| 南庄鄉                 | 馬果坪            | －     | （地區道路）                  |                              |
| 南庄鄉                 | －                |        |                               |                              |
| 南庄鄉                 | 福南              | －     | （地區道路）                  |                              |
| 南庄鄉                 | 福南              | －     |                               |                              |
| 南庄鄉                 | 福南              | －     | （地區道路）                  |                              |
| 南庄鄉                 | －                |        |                               |                              |
| 南庄鄉                 | 鱸鰻堀            | －     | （地區道路）                  |                              |
| 南庄鄉                 | －                |        |                               |                              |
| 南庄鄉                 | 蓬萊              | －     | （地區道路）                  |                              |
| 南庄鄉                 | －                |        |                               |                              |
| 南庄鄉                 | 八卦力            | －     | （地區道路）                  |                              |
| 獅潭鄉                 | 仙山              | －     | （地區道路）                  |                              |
| 獅潭鄉                 | 仙山              | －     |                               |                              |
| 獅潭鄉                 | 仙山              | －     | （地區道路）                  |                              |
| 獅潭鄉                 | 仙山              | －     |                               |                              |
| 獅潭鄉                 | 仙山              | －     | （地區道路）                  |                              |
| 獅潭鄉                 | －                |        |                               |                              |
| 獅潭鄉                 | 小東勢            | －     | （地區道路）                  |                              |
| 獅潭鄉                 | 小東勢            | －     |                               |                              |
| 獅潭鄉                 | 小東勢            | －     | （地區道路）                  |                              |
| 獅潭鄉                 | 獅潭市區          | 51.174 | 台3線                         | 公路終點                     |
| 共線                   |                   |        |                               |                              |

甲線
全線均位於苗栗縣境內。
| 鄉鎮 市區 | 地點       | 里程 （km） | 交會道路     | 備註     |  |
| --------- | ---------- | ----------- | ------------ | -------- |  |
| 頭份市    | 頭份市區   | 0.000       | 台1線        | 公路起點 |  |
| 頭份市    | 頭份交流道 | 0.650       | 國道一號     |          |  |
| 頭份市    | 土牛       | －          | （地區道路） |          |  |
| 頭份市    | 佛仔底     | 1.626       | 縣道124號    | 公路終點 |  |
|           |            |             |              |          |  |

乙線
全線均位於苗栗縣境內。
| 南庄鄉 | 下員林 | 0.000 | 台3線        | 公路起點         |
| 南庄鄉 | 下員林 | －    | 苗20-1線     | 苗20-1線終點     |
| －     |        |       |              |                  |
| 三灣鄉 | 北埔   | －    | （地區道路） |                  |
| 南庄鄉 | 老社寮 | －    | 苗20線       | 與苗20線共線起點 |
| 南庄鄉 | 老社寮 | －    | 苗20線       | 與苗20線共線終點 |
| 南庄鄉 | 壠門口 | －    | （地區道路） |                  |
| 南庄鄉 | －     |       |              |                  |
| 南庄鄉 | 桂竹林 | 7.896 | 縣道124號    | 公路終點         |
| 共線   |        |       |              |                  |

丙線
全線均位於苗栗縣境內。
| 頭份市              | 蘆竹湳                 | －     | 台1線／台13線 · 台1己線     | 公路起點 台1己線終點                     |
| 頭份市              | 頭份第二交流道         | －     | 國道一號                    | 規劃中                                   |
| 頭份市              | － 地下道 穿越國道一號 |        |                             |                                          |
| 頭份市              | 頭份第二交流道         | －     | 國道一號                    | 規劃中                                   |
| 頭份市              | 蘆竹湳                 | －     | （地區道路）                |                                          |
| 頭份市              | －                     |        |                             |                                          |
| 頭份市              | 東興                   | －     | 苗5線                       |                                          |
| 頭份市              | －                     |        |                             |                                          |
| 頭份市              | 土牛                   | －     | （地區道路）                |                                          |
| 頭份市              | 三角                   | －     | （地區道路）                |                                          |
| 頭份市              | 溪心垻                 | －     | （地區道路）                |                                          |
| －                  |                        |        |                             |                                          |
| 三灣鄉              | 內灣                   | －     | 苗17線                      |                                          |
| 三灣鄉              | 水頭屋                 | －     | 苗17-1線                    | 與苗17-1線共線起點                       |
| 三灣鄉              | －                     |        |                             |                                          |
| 三灣鄉              | 三灣市區               | 10.860 | 台3線／縣道124號 · 苗17-1線 | 公路終點 苗17-1線終點 與苗17-1線共線終點 |
| 共線 未通車或興建中 |                        |        |                             |                                          |

## 沿線路名
| 主線 - 保福路 - 開元路 - 真如路 - 環市路 - 維新路 - 東平路 - 民族路 - 中正路 | 丙線 - 正興路 - 隆恩路 |

## 沿線設施與景點
| 主線 - 縣道124號平交路口（ 台61線） - 苗栗縣頭份市頭份國民小學 - 苗栗縣頭份市僑善國民小學 - 苗栗縣立興華高級中學 - 苗栗縣私立大成高級中學 - 苗栗縣頭份市斗煥國民小學 - 苗栗縣立三灣國民中學 - 苗栗縣三灣鄉田美國民小學 - 南庄老街 - 獅頭山牌樓 - 蓬萊溪自然生態園區（又稱護魚步道） - 苗栗縣三灣鄉蓬萊國民小學 - 仙山 - 苗栗縣獅潭鄉公所 - 苗栗縣獅潭鄉獅潭國民小學 | 甲線 - 頭份交流道（ 國道一號） 丙線 - 頭份工業區 - 頭份第二交流道（ 國道一號） |

## 相關連結
- 苗栗縣南庄鄉公所 （页面存档备份，存于）
- 苗栗縣獅潭鄉公所 （页面存档备份，存于）